# 洗浄助剤
洗浄助剤（せんじょうじょざい）とは、合成洗剤の洗浄力向上のために加えられる、水軟化剤やキレート剤などの添加剤。助剤やビルダーとも呼ばれる。かつては縮合リン酸塩が多く使われていたが、排水の富栄養化が問題になり、ゼオライトなどの代替物質に代わっていった。

## 縮合リン酸塩
トリポリリン酸ナトリウム（STPP）
化学式Na5P3O10で示され、リン酸水素二ナトリウム2分子とリン酸二水素ナトリウム1分子を加熱脱水して得られる。硬水中のカルシウムイオンを捕捉して水を軟化し、泥などの水に不溶な無機汚れを分散させて洗剤の洗浄力を高める作用があるほか、粉末洗剤の吸湿固化を防止し、製造時の生産性を向上する効果もある。日本の洗濯用粉末洗剤には製品中に20~30%、欧米では水質が異なることもあり、40~60%配合されていた。
ピロリン酸(四)ナトリウム（TSPP）
化学式Na4P2O7で示され、リン酸水素二ナトリウムを加熱脱水して得られる。カルシウムイオン捕捉性能はSTPPより優れていたものの、その他の性能はSTPPに比べ劣っていたため、初期および低リン化が進められた時期以外はあまり使われなかった。
ピロリン酸カリウム（TKPP）
STPP、TSPPに比べ水溶性が優れていたため、初期の洗濯用液体洗剤に配合された。

## リン酸塩代替物質
ケイ酸アルミニウムナトリウム（ゼオライトA）
化学式Na2O・Al2O3・2SiO2aqで示され、アルカリ溶液中でケイ酸ナトリウムとアルミン酸ナトリウムを反応させ、水和結晶化して得られる。ゼオライトA中のナトリウムイオンが水中のカルシウムイオンと交換することにより、水の軟化作用を発揮する。STPPには劣るものの吸湿固化防止作用があること、安価で大量に供給できることから、代表的なリン酸塩代替物質として日本や欧米諸国などで広く使われている。
ニトリロ三酢酸ナトリウム（NTA）
重金属イオンを封鎖するキレート作用があり、縮合リン酸塩と同等の洗浄力増強作用があるが、富栄養化の原因物質の一つである窒素分子を含むこともあり、カナダやデンマーク以外の諸国では使用されていない。
エチレンジアミン四酢酸（EDTA）
NTA同様キレート作用を持つが、洗浄助剤より主に液体洗剤・シャンプーの清澄化剤や酸化防止剤として添加されている。
クエン酸ナトリウム
キレート作用があり、洗浄助剤としては優れているが、コストは高めである。粉末洗剤の防湿固化作用がないためゼオライトAと併用されたり、液体の衣料用洗剤に添加されたりしている。

## その他の添加剤
ミセル増強剤
LASなど界面活性剤の臨界ミセル濃度（cmc）を引き下げ、界面活性剤の性能を補助する。硫酸ナトリウムが代表的である。
アルカリ剤
ケイ酸ナトリウムや炭酸ナトリウムが添加され、脂肪性の汚れの中和など自らも洗浄力を持つほか、洗剤の洗浄力を高める作用もある。
再汚染防止剤
衣類から引き離された汚れが再び衣類に付着することを防ぐ。繊維や汚れの表面に親水性の膜を形成する陰イオン性高分子と、汚れの粒子表面を覆い分散性を高める非イオン性高分子の二通りある。前者の代表的なものはカルボキシメチルセルロースであり、木綿に良く吸着され、大半の洗濯洗剤に配合されているが、疎水性の繊維には効果は薄い。後者は化学繊維など疎水性の繊維に有効で、ポリエチレングリコールやポリビニルアルコールが代表的である。
酵素
生体内で生成される、触媒作用を持つ物質で、タンパク質を主成分としている。1913年にドイツで動物の乾燥膵臓を原料とした洗剤が発売されたのが酵素入り洗剤の始まりとされる。現在では洗剤に添加されるものは枯草菌やカビ類などの微生物を培養して作られ、脂肪を分解するリパーゼ、デンプンを分解するアミラーゼ、タンパク質を分解するプロテアーゼ、繊維を分解するセルラーゼなどが代表的である。低温では効果が損なわれるため、40℃程度のぬるま湯での洗浄が効果的である。
蛍光増白剤